# Nikája
A nikája páli kifejezés, amelynek szó szerinti jelentése „kötet”, azonban buddhista kontextusban a szanszkrit ágama kifejezés értelmében szokták használni, amelynek jelentése „gyűjtemény”, „osztály”, „csoport”. A buddhista szövegekkel kapcsolatban leggyakrabban a Szutta-pitakára utal, azonban a théraváda buddhizmus egyházi rendjeit, hagyományvonalait is jelölheti.
Ezen kívül a kortárs tudományos megközelítésben a nikája a korai buddhista iskolákat is jelentheti.

## Szöveggyűjtemények
A páli kánonban – főleg a Szutta-pitakában („prédikációk kosara”) – a nikája jelentése hozzávetőleg az jelenti, hogy gyűjtemény, amely témák, szöveghosszúságok és egyéb kategóriák szerinti szövegek csoportjára utal. Például a Szutta-pitaka öt pitakából áll:
1. Dígha-nikája, a hosszú párbeszédek gyűjteménye. Ez három "vaggára" van osztva: A tudatosság alapjának hosszú beszéde (Szílakkhandha Vagga), Az elmélyülésben töltött élet gyümölcsei (Mahá Vagga) és A Buddha utolsó napjai (Pátika Vagga). Ebben a nikájában 34 hosszú szutta van.
2. Maddzshima-nikája, a közép-hosszú párbeszédek gyűjteménye. Tematikailag ez a gyűjtemény sokkal változatosabb az előzőnél. A tanítások egy része kerettörténetbe van beágyazva. Összesen 152 közepes hosszúságú beszéd van ebben a nikájában. Ezek közé tartozik a Tettek magyarázata, A légzés tudatossága és A test tudatossága.
3. Szamjutta-nikája, társított gyűjtemény. Egyes számítások szerint 2 889 (de a magyarázó szövegek szerint 7 762) rövid szutta szerepel ebben a nikájában. Ezeket 56 csoportba osztották.
4. Anguttara-nikája, sorjázott gyűjtemény. Ebben a gyűjteményben a darabokat mindig a bennük domináló szám szerint rendszerezték. 9 565 rövid szútrát tartalmaz 1-11-ig számozva, ezeket nipátának nevezik.
5. Khuddaka-nikája, a rövid gyűjtemény. Ez egy vegyes gyűjtemény, amelyekben megtalálhatóak tanok, költemények és ceremóniák. A kiadásonként változik a tartalmuk. A thai kiadás 15, a szingaléz 17, a burmai 18 részből áll.

A többi korai buddhista iskolában a Szútra-pitakákban az ágama kifejezést használták a nikája helyett. Tehát a szanszkrit nyelvű Szútra-pitaka nem-mahájána részeit a mahájána buddhisták ágamáknak nevezik. Az ágamák többnyire csak klasszikus tibeti nyelven illetve kínai fordításban maradtak fenn. Ezek nagyjából megfelelnek a páli nikájáknak.

## Egyházi felosztás
Délkelet-Ázsia théraváda nemzeteinél és Srí Lankán a nikája egyházi rendet, hagyományvonalat is jelent. Nikáják ki is alakulhatnak egyházi csoporton belül, például királyi vagy nemzeti támogatás mellett (például a thaiföldi dhammajuttika rend), a hagyományvonal nemzeti eredete miatt (például a Srí Lanka-i sziam-nikája), az egyházi magaviseleti szabályzat értelmezési különbségei miatt, vagy egyéb tényezők miatt (például az amarapura-nikája Srí Lankán, amely a sziam-nikáján belüli kasztbeli megszorítások által jött létre). These divisions do not rise to the level of forming separate sects within the Theravāda tradition, because they do not typically follow different doctrines or monastic codes, nor do these divisions extend to the laity.